# バルーンボンバー
『バルーンボンバー』（Balloon Bomber）は、1980年にタイトーから発売されたアーケード用シューティングゲーム。左右移動する敵が徐々に下がってくるという、『スペースインベーダー』の発想をアレンジしたゲームで、開発も『インベーダー』と同じ西角友宏である。

## 登場キャラクター
列車砲
- プレイヤーキャラクターで。2方向レバーで左右に動くことができる。
- 1ボタンで大砲を撃ち、風船爆弾を全滅させるのが目的。
- 爆弾が地面に着弾すると、着弾した地点に穴が開き、そこから奥には列車砲が移動できなくなり、ミスするまで地面が修復されない。このため爆弾を地面に落とさないように風船爆弾を処理しないと、移動範囲が狭まり、いずれは列車砲が移動できない状態にまで陥ってしまう。

風船爆弾
- 爆弾が風船に吊られた状態で常に左右に揺れている。
- 風船を撃つと50点入り爆弾が投下されるが（これを撃つと150点）、投下前に爆弾を撃つと風船も割れて100点。先に風船を撃ち、続いて落ちてくる爆弾を撃つほうが得点が高く、ハイスコアを狙うならタイミング良く風船を撃つテクニックが必要となる。風船を撃たなくても爆弾が自動的に投下してくる事があり、この時も打ち落とすと得点になるが、効果音は出ない。
- 風船は全部で6つだが、画面には4つ分しか登場しておらず、画面に入っていない風船2つ分のスペースに行くと、風船爆弾は見えなくなる。これは他のゲームではあまり見られない、このゲーム固有の珍しい構成と言える。
- のんびりとしたBGMだが、風船が3つに半減すると曲がテンポアップして緊張感が漂う。
- 面クリアるたびに風船爆弾が二段下がっていき、最後には列車砲の手前、『インベーダー』で言うナゴヤ撃ちのような状況になる。何面か続けると中段まで上がる。

複葉機
- 面クリア時に風船爆弾を配置して行くほか、風船爆弾が二段下がると画面を常時往復するようになる。
- 列車砲では届かない距離にいるので撃墜不可。
- 時々爆弾を3発投下し、これを全て撃つとミステリーポイントが得られるが、爆弾の落ちる方向は真下と斜めの二種類あり、真下に落ちる場合はミステリーポイントが狙いやすい。複葉機の爆弾では地面に穴が開かないが、斜めに投下されると穴が開くことが時々ある。

## その他
- 列車砲が左右に動けない状態で、列車砲の真上にある後の風船爆弾を撃った時に爆弾を落としてしまうと、地面に爆弾は着弾するが、列車砲がすぐ消えて面クリアになるため、ミスにはならない。しかし風船爆弾はすでに開いた穴によく爆弾を落とす傾向があるため、次の面でしばらくゲームを続けていると、その位置で爆弾を落とされ、ミスとなる。
- 当ゲームにもコーヒーブレークメッセージがあり、軽快なメロディーが鳴って画面がグラフィックで埋め尽くされた後、メッセージが出る。デモ画面もこのグラフィックで巨大なタイトルが出る。
- 『ゲームセンターあらし』に登場した際は「そんなゲーム知らないぜ?」「新製品のホヤホヤだからな!」というやりとりがある。これはすがやみつるがタイトーの工場を見学した際、まだ発売されていない新作ゲームを漫画に登場させた事によるもの。しかし取材から雑誌の発売までタイムラグがあり、掲載時には既に流通していた。
- 本作のゲームの基板は専用のものの他、『スペースインベーダー』の基板を流用したものもあった。

## 移植作品
- PlayStation 2版 - 2005年8月25日発売の『タイトーメモリーズ 下巻』に収録
- PlayStation Portable - 2006年1月5日発売の『タイトーメモリーズ ポケット』に収録
- パソコン（当時はマイコンと言った）にも『パルルーンボンバー』などの名で、ベーシックマスターレベル2などに移植。

## 関連作品など
スカイシューター（アイレム→後のアピエス）
当時はミリタリー物のゲームが多かったアイレムの作品。上空を飛ぶ敵は飛行機で、パラシュートで降りてくる爆弾が着地すると、徐々に色が変わり、最後は爆発する。その間砲台は爆弾より先に動く事は出来ない。
ガイコツ999（オーエム）
砲台が通り道を破壊されると先に移動出来なくなる点は同じだが、敵が上と下から攻めてくる。ミスすると爆発でなく「死」という文字が点滅する。ゲーム名の通り敵はガイコツで、999は当時人気の漫画・アニメ『銀河鉄道999』から。テーブル筐体の定価は65万円。
あっかんべぇだぁ〜（タイトー）
名前から判る通り『インベーダー』のパロディゲームで、これまで歴代のタイトーのゲーキャラが登場、風船爆弾も出演している。